# Макаров, Вячеслав Серафимович
Вячесла́в Серафи́мович Мака́ров (род. 7 мая 1955 года, Крутченская Байгора, Липецкая область) — российский политический деятель. Депутат Государственной Думы Федерального собрания Российской Федерации VIII созыва, член комитета Государственной Думы по финансовому рынку с 12 октября 2021 года. Первый заместитель руководителя фракции «Единая Россия» в Государственной Думе VIII созыва с 7 октября 2021 года.
Секретарь Санкт-Петербургского регионального отделения партии «Единая Россия» (17 октября 2012 — 3 декабря 2021). Председатель Законодательного собрания Санкт-Петербурга (14 декабря 2011 — 28 сентября 2021).
Из-за вторжения России на Украину находится под международными санкциями Евросоюза, США, Великобритании и ряда других стран

## Биография
Родился 7 мая 1955 года в селе Крутченская Байгора Липецкой области.
В 1973 году окончил Калининское суворовское военное училище. В 1977 году окончил Ростовское высшее командно-инженерное училище им. Главного маршала артиллерии М. И. Неделина, в 1987 году — Военно-политическую академию имени В. И. Ленина, в 1998 году — Институт повышения квалификации и переподготовки руководящих кадров при Санкт-Петербургской государственной инженерно-экономической академии по специальности «экономика», в 2000 году — Санкт-Петербургскую юридическую академию по специальности «юриспруденция», в 2007 году — Северо-Западную академию государственной службы по специальности «Государственное и муниципальное управление».
В 1984 году защитил диссертацию на соискание учёной степени кандидата исторических наук на тему «Комсомол военно-учебных заведений 1937−1941 (на материалах военно-учебных заведений Ленинградского гарнизона)» на кафедре истории КПСС исторического факультета Ленинградского государственного университета им. А. А. Жданова, в которой отрицательно отзывался о роли религии в жизни общества.
Проходил службу в ракетных и космических войсках.
С 1992 года — начальник общеакадемической гуманитарной кафедры Военно-космической академии им. А. Ф. Можайского. Автор более 60 научных трудов. Профессор. Полковник в отставке.
Является мастером спорта по лёгкой атлетике.

## Политическая карьера
С 2000 по 2003 год был депутатом муниципального совета МО «Чкаловское».
В 2003 году участвовал в инициировании отмены результатов выборов в Законодательное собрание по 41-му округу 2002 года, где победу одержал Юрий Рыдник (Рыдник набрал 38 % голосов, Макаров — 24 %). Макаров вместе с другим кандидатом — председателем Контрольно-счетной палаты Санкт-Петербурга — Дмитрием Бурениным обратился в суд с требованием отменить результаты выборов по округу. Суд усмотрел нарушения в предвыборной кампании Рыдника, и результаты выборов были объявлены недействительными.
В сентябре 2003 года избран депутатом Законодательного Собрания Санкт-Петербурга. Член комиссии по вопросам правопорядка и законности.
В марте 2007 года избран депутатом Законодательного Собрания Санкт-Петербурга четвёртого созыва, где стал руководителем фракции «Единая Россия» в ЗакС СПб. Председатель бюджетно-финансового комитета и член комиссии по вопросам правопорядка и законности.
В декабре 2011 года избран депутатом Законодательного Собрания Санкт-Петербурга пятого созыва.
14 декабря 2011 года большинством голосов избран Председателем Законодательного Собрания.
В октябре 2012 года был избран секретарем регионального отделения партии «Единая Россия». За него проголосовало 173 делегата из 181. При этом выборы главы отделения партии прошли со скандалом: оппонент Макарова Константин Серов в последний момент снял свою кандидатуру, и победу одержал Макаров.
Макаров заявлял, что у партии «Единая Россия» есть программа по урезониванию СМИ, которые отличаются клеветой. Коллеги Макарова по партии открестились от этого заявления, указав, что это личная точка зрения депутата, а в партии царит либерализм.
В мае 2011 года в Санкт-Петербурге разгорелся скандал из-за поздравительных плакатов к Дню города с логотипом партии «Единая Россия», на которых были изображены известные умершие личности, от Александра Пушкина до Виктора Цоя. В ответ на возмущения родственников изображенных лиц о том, что «Единая Россия» использовала образы известных людей в своих целях, Макаров заявлял, что реклама носит «воспитательный» характер и не нуждается в согласовании с родственниками.
В 2011 году активно способствовал избранию Валентины Матвиенко муниципальным депутатом, что дало ей возможность стать членом, а в дальнейшем и Председателем Совета Федерации.
Высказывал предложение, чтобы ЗакС собирался не еженедельно, а два раза в месяц, а решение ряда вопросов было переадресовано Смольному.

## Семья
Женат. Имеет двух дочерей.
Дочь Марина Лыбанева в марте 2013 года назначена заместителем главы администрации Петроградского района Санкт-Петербурга.
Брат Василий Макаров является депутатом МО «Черная речка», а брат Николай Макаров работает заместителем директора государственного ОАО «Садово-парковое предприятие „Центральное“» и курирует работу предприятия в Петроградском районе.
Племянник Вячеслава Макарова — Евгений Кукушкин — работает начальником отдела здравоохранения Петроградского района. Племянница — Кукушкина Алёна Сергеевна — депутат МО «Чкаловское», в котором прежде работал сам Вячеслав Макаров, и глава комиссии по профилактике национализма, экстремизма и терроризма в молодёжной среде.

## Санкции
23 февраля 2022 года внесён в санкционные списки стран Евросоюза за действия и политику, которые подрывают территориальную целостность, суверенитет и независимость Украины и ещё больше дестабилизируют Украину.
24 февраля 2022 года включён в санкционный список Канады «близких соратников режима» за голосование о признании независимости «так называемых республик в Донецке и Луганске».
24 марта 2022 года, на фоне вторжения России на Украину, включён в санкционный список США за «соучастие в войне Путина» и «поддержку усилий Кремля по вторжению в Украину», Госдеп США заявил что депутаты Госдумы используют свои полномочия для преследования инакомыслящих и политических оппонентов, нарушают свободу информации, ограничивают права человека и основные свободы граждан России.
Позднее, по аналогичным основаниям, включён в санкционные списки Великобритании, Швейцарии, Австралии, Японии, Украины и Новой Зеландии.

## Награды
- Орден «За заслуги перед Отечеством» IV степени (10 сентября 2014 года) — за активную законотворческую деятельность и многолетнюю добросовестную работу[22]
- Орден Александра Невского (20 июля 2020 года) — за большой вклад в развитие парламентаризма, активную законотворческую деятельность и многолетнюю добросовестную работу[23]
- Юбилейный нагрудный знак Московской областной думы «25 лет Московской областной думе» (22 ноября 2018 года)[24]
- Медаль «За укрепление парламентского сотрудничества» (29 ноября 2018 года, Межпарламентская ассамблея СНГ) — за особый вклад в развитие парламентаризма, укрепление демократии, обеспечение прав и свобод граждан в государствах — участниках Содружества Независимых Государств[25]
- Медаль «МПА СНГ. 25 лет» (27 марта 2017 года, Межпарламентская ассамблея СНГ) — за заслуги в деле развития и укрепления парламентаризма, за вклад в развитие и совершенствование правовых основ функционирования Содружества Независимых Государств, укрепление международных связей и межпарламентского сотрудничества[26]
- Благодарственное письмо центра русской культуры Азербайджана (2018 год)[27]